# Magyar rádiózás napja
A magyar rádiózás napja 1925 óta létezik. Minden évben december 1-jén, a folyamatos magyar rádiósugárzás évfordulóján tartják.

## Történet
A rendszeres rádióadás megindulását jogi alapon az 1925. november 10-ei rádiórendelet szolgáltatta. A rádióadás technikai hátterét (erősítők, stúdiók és adóállomások műszaki berendezései) a Magyar Királyi Posta biztosította, a műsorokat a Telefonhírmondó Részvénytársaság készítette.
1925. december 1-jén délután 5 órakor felavatták a Magyar Telefonhírmondó és Rádió Rt.-t. Még ezen a napon este 8 órakor indult meg a folyamatos rádiós műsorsugárzás avatóünnepséggel, majd hangversennyel. A megnyitón Demény Károly államtitkár, a Magyar Királyi Posta vezérigazgatója rádión keresztül szólt a hallgatókhoz a Rákóczi út 22. szám alatt lévő stúdióból magyar, angol és francia nyelven. 
A magyar Rádióhírmondó budapesti adóállomása, mint a magyar találmányú fémvezetéses Telefonhírmondó utódja, nagynevű elődjének stúdióvá átalakított helyiségéből most kezdi meg hivatalosan működését és rendes programját, amelyet a Magyar Királyi Posta technikai eszközeivel a csepeli állomás útján 546 méteres hullámhosszal szór szét az éterben.
A műsort a csepeli szikratávíró állomás Telefunken gyártmányú 2 kW teljesítményű adója sugározta, ekkor a rádióadás heti 50 óra volt. 